# Kasztelania wyszogrodzka (Bydgoszcz)

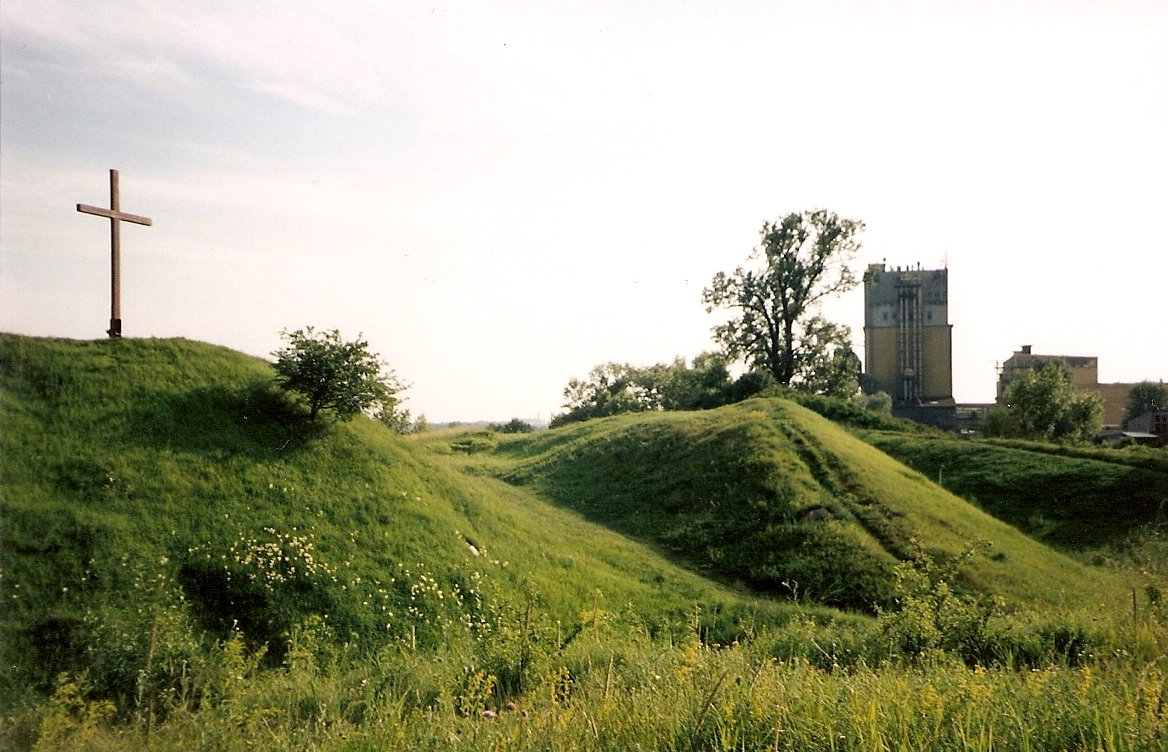
Grodzisko Wyszogród na obecnym terytorium miasta Bydgoszczy. Jest pozostałością po zniszczonym w 1330 r. grodzie kasztelańskim

Kasztelania wyszogrodzka – kasztelania mieszcząca się niegdyś na dawnym terytorium wyszogrodzkim (obecnie część powiatu bydgoskiego) od początku XIII wieku do połowy XIV wieku.
Kasztelanowie wyszogrodzcy rezydowali w grodzie Wyszogród, który został zniszczony przez Krzyżaków w 1330 r. i obecnie jest malowniczym grodziskiem na terenie administracyjnym miasta Bydgoszczy.

## Historia
Kasztelania wyszogrodzka została utworzona w połowie XII wieku prawdopodobnie przez księcia wielkopolskiego Mieszka III Starego. Jednakże pierwszy urzędnik wprost określany mianem kasztelana wyszogrodzkiego pojawił się w źródłach pisanych w 1238 r. Jest to jedna z najstarszych kasztelanii kujawsko-pomorskich, choć niezbyt duża terytorialnie.
Terytorium wyszogrodzkie ukształtowało się pierwotnie jako beneficjum urzędnicze Janusza Powały, który otrzymał je za zasługi na rzecz synów Bolesława Krzywoustego. Trwa spór historyków odnośnie do dokładnych granic obszaru, jaki on obejmował. Najprawdopodobniej chodzi o pas ziemi nad Wisłą od Solca po Trzęsacz wraz z dobrami pieńskimi na prawym brzegu rzeki.
Terytorium kasztelanii obejmowało w przybliżeniu wschodnią połowę obecnego powiatu bydgoskiego. Od południa sąsiadowało z kasztelanią inowrocławską, od północy ze świecką i zachodu z bydgoską (po ok. 1225 r.) Tereny na prawym brzegu Wisły znajdowały się pod wpływem administracyjnym Wyszogrodu do lat dwudziestych XIII wieku, kiedy przeszły pod jurysdykcję Chełmna i wtenczas wraz z całą Ziemią Chełmińską zostały darowane Krzyżakom. Spójności ziem kasztelanii służyły trzy przeprawy rzeczne: przez Brdę w Czersku oraz przez Wisłę w Wyszogrodzie i Solcu.
Wojna polsko-krzyżacka przyniosła zagładę grodu w Wyszogrodzie. Krzyżacy nie tylko zrównali gród z ziemią, ale w dodatku nie dopuścili do jego odbudowy. W tej sytuacji po zakończeniu okupacji krzyżackiej i zwrocie terenów Polsce w 1337 r. kasztelania wyszogrodzka została zlikwidowana, a jej terytorium powiększyło kasztelanię bydgoską. Jednakże w kontekście zaniku urzędu kasztelana wyszogrodzkiego w 1314 r. być może już wtedy zastąpił go urzędnik bydgoski.

## Kasztelanowie wyszogrodzcy bydgoscy
Wyszogród w ciągu kilkuset lat swego istnienia kilkukrotnie zmieniał przynależność terytorialną między Pomorzem (1188-1242, 1271-1289), Kujawami (1242-1271, 1296-1330), a Wielkopolską (1113-1188, 1289-1296). W związku z tym poszczególni kasztelanowie wyszogrodzcy byli mianowani przez książąt różnego pochodzenia. Do kasztelanów „pomorskich” można zaliczyć: Arnolda, Domasława Chrośnica, do „wielkopolskich”: Niemierzę i do „kujawskich”: Boguszę z Kościelca i Jana z Płonkowa.
Pierwszy wyszogrodzki kasztelan był wybitnym polskim wielmożą, zaś ostatni nieprzeciętnym dyplomatą i politykiem.
| Imię i nazwisko     | Okres urzędowania                       |
| ------------------- | --------------------------------------- |
| Janusz Wojsławic    | niepewne, wzmianka z 1145               |
| Olt Żyrowic         | koniec XII wieku                        |
| Arnold              | niepewne, wzmianka z 1238               |
| Domasław Chrośnic   | ok. 1271 - maj 1288                     |
| Niemierza           | 1288 - 1296                             |
| Bogusza z Kościelca | 4 października 1297 - 15 listopada 1303 |
| Jan z Płonkowa      | 15 listopada 1303 - marzec 1314         |

Urząd kasztelana wyszogrodzkiego zanikł po 1314 r. Być może jego funkcję przejął kasztelan bydgoski.